# Samrat Upadhyay
Pour les articles homonymes, voir Upadhyay.
Œuvres principales
- Arresting God in Kathmandu (2001)

Samrat Upadhyay (en népalais : सम्राट उपाध्याय ), né à Katmandou en 1964, est un écrivain népalais d'expression anglaise et un professeur d'écriture créative à l'université de l'Indiana à Bloomington. Il est le premier Népalais à écrire en anglais et à être publié en occident,.
Après avoir émigré aux États-Unis à l'âge de 21 ans, il devient un auteur important dans la transmission de la culture et de la réalité népalaise en abordant dans ses recueils de nouvelles (dont Arresting God in Kathmandu) ou ses romans (Buddha's Orphans, Water) empreint de réalisme, un large éventail de problèmes familiaux, sociétaux et politiques avec lesquels doivent composer ses personnages pour vivre.
« Upadhay’s world is full of small gestures of compassion and care, despite moments of sadness, death, alienation, and these compassionate gestures make a difference in the lives of those they touch. »
— Ubaraj Katawal

« Le monde d'Upadhyay est plein de compassion et d'affection, malgré des moments de tristesse, de mort, d'aliénation, et cette compassion fait une différence dans la vie de ceux qu'elle touche. »

## Biographie
Né en 1964 à Katmandou au Népal,, Samrat Upadhyay émigre aux États-Unis à l'âge de 21 ans.
Il s'installe d'abord à Cleveland pour exercer comme professeur d'anglais à l'université Baldwin Wallace à Berea (Ohio) en 1983.
Il obtient son doctorat d'anglais et d'écriture créative à l'université d'Hawaï,, où il publie avec Manjushree Thapa Secret places : new writing from Nepal en 2001.
Il déménage ensuite en Indiana en 2003 pour occuper un professeur d'écriture créative à l'université de l'Indiana à Bloomington. Il devient directeur de l'école supérieure de troisième cycle de cette même université. Il vit à Bloomington avec sa femme et sa fille.
Samrat Upadhyay fait partie de la deuxième génération d'écrivains d'Asie du Sud émigrée aux États-Unis, aux côtés de Bapsi Sidhwa, Jhumpa Lahiri (Prix Pulitzer de la fiction 2000), Akhil Sharma et Manil Suri (en), qui apportent de nouvelles méthodes et de nouvelles directions par rapport à la première génération représentée par l'auteure de fiction Ruth Prawer Jhabvala, l'auteure de non-fiction Ved Mehta (en) ainsi que les satiristes et critiques sociaux Bharati Mukherjee et Chitra Banerjee Divakaruni. Il souhaite d'ailleurs marquer une différence notable avec cette génération, notamment représentée par Divakaruni, qu'il accuse d'exacerber l'exotisme de leur pays pour séduire le public américain — déjà au préalable influencé par l'image diffusée par les médias — : elle dépeindrait les genres de façon biaisée en diabolisant l'homme pour son insensibilité vis-à-vis des femmes, comparée aux américains blancs ou aux asiatique américanisés, et en confrontant les femmes troublées par la société multiculturelle du nouveau monde et en compagnie d'hommes ratés ou anti-héros, tous à la recherche de leur identité.

## Œuvre

### Analyse de l'œuvre
Ces livres font le portrait de la société népalaise actuelle, que Upadhyay observe au travers de la loupe du réalisme américain contemporain et avec une subtile touche d'humour. Selon le San Francisco Chronicle, Upadhyay est « comme un Tchekhov bouddhiste » pour son humanisme, sa façon d'écrire « sur l'amour, non pas avec fatalisme russe, mais avec un sens cynique de la nature de la vie et de ses passions » et sa capacité à transformer un incident ordinaire en un voyage kaléidoscopique d'émotions, où ses personnages vont voir leur monde intérieur et extérieur exposés. Au travers des différents personnages, chacun deux va voir en l'autre une autre image de soi-même et donc sera confronté à cet amour ; le précepte hindou « Il n'y a qu'une illusion pour te faire croire que ton voisin n'est pas toi-même » est un message qui résonne dans l'œuvre d'Upadhyay. Comme la doctrine bouddhiste du cycle de la vie et de la renaissance perpétuels, les histoires d'Upadhyay finissent souvent où elles ont commencé. Il montre que « la philosophie bouddhiste et le récit de fiction peuvent très bien faire un intéressant mariage du XXIe siècle ».
Dans son premier recueil de nouvelles Arresting God in Kathmandu (en français : Dieu en prison à Katmandou), publié en anglais en 2001, il commence ses histoires avec une irrésistible suffisance. Sa façon de planter le décor fait que même le lecteur qui n'a jamais été au Népal trouve l'histoire familière, avec des sujets universels, tels que la fuite de l'amour, le désir physique, la recherche de l'autre, la peur sociétale qui mène à la transgression, la brutalité et l'euphorie. Ses nouvelles mettent en scène la ville de Katmandou, dans ses aspects sociétaux les plus noirs, en abordant le chômage et les conflits sociaux et politiques. Le titre de l'ouvrage suggère que Dieu est arrêté dans les endroits que la cité de Katmandou préfère ignorer : les castes basses, les asociaux, les rejetés sont les personnages principaux de ces histoires, qui dégagent une certaine sexualité et s'éloignent du conservatisme apparent. Tandis que ce qui est conté vient de l'Orient, le style, lui — montrer sans le dire —, est occidental.
Son premier roman, The Guru of Love (en français : Le Maître de l'amour), publié en anglais en 2003, conserve les thèmes du conflit social et politique — bien que dans les années 1990, cette fois-ci — et le conflit entre modernité et tradition. Il y raconte l'histoire d'un professeur qui tombe amoureux de l'une de ses élèves, tandis que sa femme tolère l'infidélité et protège leur couple de l'opinion publique, dans un climat social qui se prépare à la guerre civile.
Son deuxième recueil de nouvelles, The Royal Ghosts (2006), traite de l'agitation sociale permanente entourant l'insurrection maoïste et le coup du roi Gyanendra, ainsi que les autres thèmes sociaux et familiaux déjà abordés dans ses livres précédents, à savoir le conflit générationnel, le système social de caste, etc., avec toujours le thème principal en fond qui menace ses personnages. D'ailleurs, le titre du livre, Les Fantômes royaux en français, font référence au fait que bien que la démocratie ait émergé en 1991 après des siècles de dictature et d'oppression, « les fantômes de la royauté perdurent ». Upadhyay se montre dans ce livre très préoccupé par l'état politique et social dans lequel se trouve son pays, divisé entre une royauté et son armée cruelles et une alternative maoïste qui n'a pas fait mieux. Seule la démocratie aidera son pays, selon lui. Il ajoute qu'en tant qu'écrivain, « il peut être difficile d'éviter immiscer mes propres perspectives dans mes histoires (...) mais je pense que la tâche première d'un écrivain est de transmettre la complexité de la société sans dicter au lecteur son propre point de vue. »
Son deuxième roman, Buddha's orphans (2010) est, selon The New York Times, un roman « d'ambition et de pouvoir », « conté de belle façon », selon Publishers Weekly, et a été traduit en plusieurs langues. L'histoire est celle d'un enfant qui est abandonné dans la rue par sa mère juste avant que celle-ci se suicide et qui sera recueilli par une servante. Son histoire se croise avec celle d'une jeune fille issue d'un milieu aisé mais souffrant de l'attitude d'une mère alcoolique, et deviendra une histoire d'amour lestée d'un lourd passé familial. Les thèmes abordés sont ceux des liens entre différentes générations de familles, des concepts bouddhistes des connexions universelles et de souffrance, et du thème de l'orphelin décliné en plusieurs métaphores. La complexité des relations et des événements, dans un contexte politique et social que les protagonistes essaient en vain de maîtriser contraste avec l'omniscience du narrateur et la linéarité de l'histoire, qui s'étend sur plusieurs années. L'écriture et l'édition de ce livre ont été les plus longues et difficiles pour son auteur.
L'œuvre de Samrat Upadhyay est régulièrement recommandée par les guides de voyage tels que Lonely Planet ou dans les brochures touristiques, pour l'apport culturel qu'il offre au travers d'histoires accessibles aux étrangers,,,.

### Traductions françaises
- Dieu en prison à Katmandou (trad. Anne-Cécile Padoux), éditions du Mercure de France, 2003, 240 p.  (ISBN 978-2715223585)
- Le maître de l’amour (trad. Jean-Pierre Aoustin), éditions du Mercure de France, 2005, 336 p.  (ISBN 978-2715224346)
- « Les ombres du royaume »[23] (trad. Amanda Sherpa-Atlan), nouvelle extraite de The Royal Ghosts, éditions Jentayu, 2017, 18 p.  (ISBN 979-1096165032).

### Romans et nouvelles
- Secret places : new writing from Nepal, œuvre collective avec Manjushree Thapa, 2001[10],[1]
- Arresting God in Kathmandu, recueil de nouvelles, 2001
- The Guru of Love, roman, 2003
- The Royal Ghosts, recueil de nouvelles, 2006
- Buddha's Orphans, roman, 2010

### Essais publiés dans la presse
- Dark Days in Shangri-La, dans le New York Times (2003)[24]
- A King in Check, dans le New York Times (2006)[25]
- Beyond countryhood, dans le Himal Southasian (2008)[26]
- Buddha's Orphans: We're All Connected in our Suffering, dans le Huffington Post (2010)[27]
- Rohinton Mistry's Omniscient Gaze, dans World Literature Today (2013)[28]